# Urs Burkard
Urs Burkard (* 26. April 1942 in Wettingen) ist ein Schweizer Architekt.

## Werdegang
Urs Burkard studierte Architektur am Technikum Winterthur und gründete 1968 mit Adrian Meyer ein Architekturbüro in Baden. Zwischen 1970 und 1996 arbeiteten sie mit Max Steiger zusammen, ab 1997 dann unter dem Namen Burkard Meyer Architekten. 2011 verließ Bukard das Büro. Urs Bukard wurde 1981 in den BSA berufen und ist Mitglied im SIA.

## Bauwerke
- 1967: Trudelhaus Baden
- 1968: Stadthaus Amsterdam, Projektwettbewerb 4. Preis
- 2003: Wohnbau Martinsberg, Baden
- 2004: Wohnanlage Häberlimatte, Zollikofen
- 2005: Zürcher Hochschule Winterthur, Dienstleistungs- und Verwaltungszentrum, Winterthur
- 2006: Wohn und Geschäftshaus Falken, Baden
- 2006: Umbau Berufsbildungszentrum Martinsberg, Baden
- 2005: Medienhaus AZ Medien Aarau
- 2006: Berufsbildungszentrum Bruggerstrasse, Baden

## Ehemalige Mitarbeiter
- 1994–1996: Bruno Krucker
- 1992–1996: Adrian Streich